# 圖滕布羅克弗賴蔡特湖

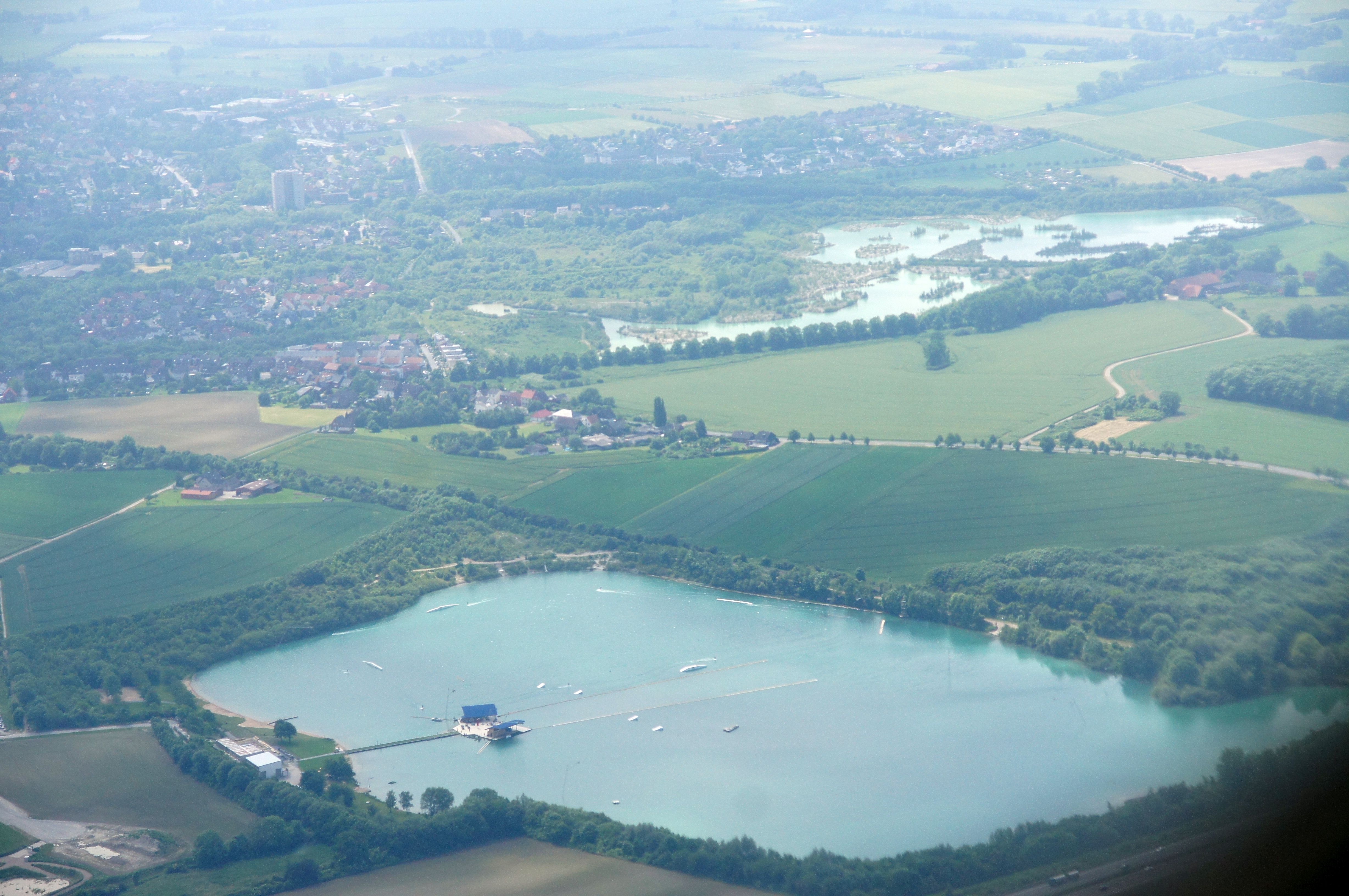

51°46′29″N 8°01′32″E / 51.7746°N 8.0255°E
圖滕布羅克弗賴蔡特湖（德語：Freizeitsee Tuttenbrock），是德國的湖泊，位於該國西部，由北萊茵-威斯特法倫州負責管轄，處於瓦倫多夫縣，長0.6公里、寬0.4公里，面積0.19平方公里，海拔高度110米。